# Карстен Могенсен
Карстен Могенсен (дан. Carsten Mogensen; 24 липня 1983) — данський бадмінтоніст. 
Срібний призер чемпіонату Європи в парному розряді (2006, 2010). Чемпіон Данії у парному розряді (2008, 2009).
Переможець Slovenian International в парному розряді (2002). Переможець Dutch International в парному розряді (2003). Переможець Croatian International в змішаному розряді (2003). Переможець French Open в парному розряді (2003). Переможець German Open в парному розряді (2004), змішаному розряді (2004). Переможець Bitburger Open в парному розряді (2007, 2008, 2010). Переможець Italian International в парному розряді (2007). Переможець Spanish International в парному розряді (2007). Переможець Chinese Taipei Open в парному розряді (2008).

## Виступи на Олімпіадах
| Олімпіада   | Дисципліна    | Місце |
| ----------- | ------------- | ----- |
| Лондон 2012 | парний розряд | 2     |
| Ріо 2016    | парний розряд | =9    |